# Distribución de escaños
La distribución de escaños es el proceso mediante el cual los escaños de un cuerpo legislativo se distribuyen entre divisiones administrativas, como estados o partidos, con derecho a representación. 
El principio más simple y universal es que en las elecciones cada voto debe tener el mismo peso. Este está establecido en la Declaración Universal de los Derechos Humanos que dice así:

La voluntad del pueblo es la base de la autoridad del poder público; esta voluntad se expresará mediante elecciones auténticas que habrán de celebrarse periódicamente, por sufragio universal e igual y por voto 
secreto u otro procedimiento equivalente que garantice la libertad del voto.
Artículo 21.3 de la Declaración Universal de los Derechos Humanos

La distribución desigual de escaños deliberada se observa en la mayoría de las legislaturas bicamerales: mientras que una cámara, a menudo llamada cámara de diputados o de representantes, se basa en la proporcionalidad poblacional, la otra se basa en la representación regional. Un ejemplo común de esto es bicameralismo estadounidense establecido en el Compromiso de Connecticut, que sentó las bases del Senado de los Estados Unidos.

## Problemas comunes
Fundamentalmente, la representación de una población de miles o millones de personas por un órgano de gobierno de tamaño razonable y, por lo tanto, responsable, implica cálculos que no serán exactos. Si bien ponderar los votos de un representante (sobre proyectos de ley y medidas, etc.) según el número de sus electores podría hacer la representación más exacta,otorgar a cada representante exactamente un voto evita la complejidad de la gobernanza.
Con el tiempo, las poblaciones migran y su número varía. Sin embargo, los órganos de gobierno suelen existir durante un mandato definido. Si bien los sistemas parlamentarios prevén la disolución del órgano en respuesta a acontecimientos políticos, ningún sistema intenta realizar ajustes en tiempo real (durante un mandato) para reflejar los cambios demográficos. En cambio, cualquier redistribución de distritos entra en vigor en las próximas elecciones o censos programados.

## Distribución por distrito
En algunas asambleas representativas, cada miembro representa un distrito geográfico. La representación equitativa requiere que los distritos comprendan el mismo número de residentes o votantes. Sin embargo, esto no es universal, por razones como las siguientes:
- En federaciones como Estados Unidos y Canadá, las regiones, estados o provincias son importantes porque van más allá de los simples distritos electorales. Por ejemplo, los residentes del estado de Nueva York se identifican como neoyorquinos y no simplemente como miembros de un distrito 415 del Congreso; el estado también tiene intereses institucionales que busca promover en el Congreso a través de sus representantes. En consecuencia, los distritos electorales no abarcan regiones.
- La distribución desigual de escaños puede ser deliberada, como cuando los documentos de gobierno garantizan a las regiones periféricas un número específico de escaños. Dinamarca garantiza dos escaños para Groenlandia y las Islas Feroe; España tiene varios escaños designados y la distribución de escaños de Canadá beneficia a sus territorios. Las regiones remotas pueden tener opiniones especiales a las que el órgano de gobierno debería prestar especial atención; de lo contrario, podrían inclinarse a la secesión.
- Existe un mínimo común denominador entre votantes colindantes: el "centro de votación" o "cuantía administrativa" (por ejemplo, un municipio, un precinto, un distrito electoral), tradicionalmente diseñado para la conveniencia del voto, que tiende a unir pequeños grupos de hogares y a permanecer prácticamente sin cambios. El gobierno (o un organismo independiente) no organiza el número perfecto de votantes en un distrito electoral, sino un número aproximado de centros de votación.
- La base para el prorrateo puede estar desactualizada. Por ejemplo, en Estados Unidos, el prorrateo se basa en el censo decenal. Los estados celebraron las elecciones de 2010 con distritos prorrateados según el censo de 2000. La falta de precisión no justifica el costo actual ni la aparente intromisión de un nuevo censo antes de cada elección bienal.

Un órgano de gobierno con un prorrateo perfecto facilitaría la representación, pero no la garantiza; los votantes que no votaron por el ganador de su distrito podrían no tener un representante dispuesto a expresar su opinión en el órgano de gobierno.  Por el contrario, un representante en el órgano de gobierno puede expresar las opiniones de un votante que no es su elector, aunque los representantes suelen priorizar a sus propios electores y solo expresan los intereses de un grupo externo de votantes si estos también afectan a su distrito o son de importancia nacional. El representante tiene la facultad, y en muchas teorías o jurisdicciones el deber, de representar a toda la población de su distrito.

## Distribución por lista de partidos
En las elecciones de representación proporcional con lista de partidos, el número de escaños de un partido político se determina por el número de votos. Solo los partidos que superan el umbral electoral se consideran para el reparto. En este sistema, los votantes no votan por una persona que represente a su distrito geográfico, sino por un partido político que se alinea con su filosofía. Cada partido nombra un número de representantes en función del número de votos que recibe a nivel nacional.
Este sistema contabiliza (agrupa) una mayor cantidad de las preferencias de los votantes. Al igual que en otros sistemas, los partidos con muy pocos votantes no obtienen un representante en el órgano de gobierno. Además, la mayoría de estos sistemas imponen un umbral que un partido debe alcanzar (por ejemplo, un porcentaje del total de votos) para obtener representantes en el órgano, lo que elimina a los partidos extremistas y garantiza un órgano de gobierno tan ordenado como en los sistemas no proporcionales.  Con la versión con umbral mínimo de votos, si existe un subtipo de política monotemática basada en un problema local, los partidos o candidatos que se distancian de una amplia franja de distritos electorales, como los secesionistas marginales, o que utilizan una lengua minoritaria marginal, podrían encontrarse sin representación.
La gran mayoría de los votantes elige a representantes de sus ideologías. Sin embargo, a diferencia de los sistemas de distritos (o los modelos híbridos), nadie elige a un representante que lo represente a él o a su región específica, y los votantes podrían reducir el contacto personal con sus representantes.
Los métodos de distribución para la representación proporcional por lista de partido incluyen:
- Método Sainte-Laguë: proporción óptima de escaños por voto[2]
- Cociente Hare: proporción óptima de escaños por voto[2]y paradojas de distribución más altas[3]
- Método D'Hondt: proporción más alta de escaños por voto para partidos más grandes[4]
- Cociente Droop
- Cuota Imperiali
- Método Huntington-Hill

Estos métodos de distribución se pueden clasificar en métodos de resto mayor y métodos de promedios mayores.

## Malapportionment
La mala distribución electoral consiste en la creación de distritos electorales con proporciones divergentes de votantes por representante. Por ejemplo, si un distrito uninominal tiene 10 000 votantes y otro 100 000, los votantes del primer distrito tienen diez veces más influencia, por persona, sobre el órgano de gobierno. Esta mala distribución electoral se puede medir mediante la proporción de escaños por voto. La mala distribución electoral puede ser deliberada, por razones como sesgar la representación hacia áreas geográficas o hacia una minoría en detrimento de la igualdad de las personas. Por ejemplo, en una federación, cada unidad miembro puede tener la misma representación independientemente de su población.
El efecto podría no ser simplemente un vago empoderamiento de algunos votantes, sino un sesgo sistemático hacia el gobierno nacional. A nivel mundial, se dan muchos casos en los que grandes regiones rurales escasamente pobladas reciben la misma representación que las zonas urbanas densamente pobladas.Por ejemplo, en Estados Unidos, el Partido Republicano se beneficia de las ventajas institucionales en los estados rurales con baja población, de modo que el Senado y la Presidencia pueden reflejar resultados contrarios al voto popular total.
La representación desigual se puede medir de las siguientes maneras:
- Mediante la proporción del distrito electoral más poblado con respecto al menos poblado. En las dos figuras anteriores, la proporción es de 10:1. Una proporción cercana a 1:1 significa que no hay anomalías entre los distritos. En India, en 1991, se midió una proporción cercana a 50:1.[7]La decisión Reynolds v. Sims de la Corte Suprema de Estados Unidos encontró proporciones de hasta 1081:1 en las legislaturas estatales. Una proporción más alta mide la gravedad de las peores anomalías, pero no indica si la desigualdad es prevalente.
- Mediante la desviación estándar del electorado de los distritos electorales.
- Mediante el menor porcentaje de votantes que podría obtener una mayoría en el órgano de gobierno debido a las disparidades en la población de los distritos.  Por ejemplo, en un órgano de 61 miembros, esto representaría la mitad de los votantes de los 31 distritos con menor población. Resulta convincente demostrar que mucho menos del 50% de los votantes podría obtener la mayoría en el órgano de gobierno. Sin embargo, se requiere investigación adicional para concluir que tal resultado es realista: ya sea que la mala distribución sea sistemática y esté diseñada para sesgar al órgano, o sea el resultado de factores aleatorios que otorgan mayor poder a votantes cuyos intereses probablemente no coincidan.[8]

Incluso cuando los distritos electorales tienen poblaciones similares, los legisladores pueden establecer límites para perseguir agendas privadas, esto es conocido como manipulación del diseño de los distritos o Gerrymandering.
Otra forma de mala distribución se denomina mala distribución reactiva, que puede producirse de tres maneras. La primera es el impacto de las abstenciones, en las que una menor participación en una circunscripción implica que se necesitan menos votos para ganar allí. Esto se puede observar en el Reino Unido a través de la fuerza del Partido Laborista en las zonas del centro de las ciudades donde la participación es menor. La segunda es el impacto de los partidos minoritarios, que funciona de manera similar.  Un mayor número de votos para partidos más pequeños implica que se necesitan menos votos para los dos partidos más grandes. Esta forma de mala distribución beneficia al partido mayoritario en una zona donde los partidos minoritarios sobresalen. Finalmente, si un partido minoritario gana una circunscripción, se niega la victoria a uno de los dos partidos principales.

### Ejemplos de mala distribución
Los parlamentos bicamerales modernos suelen tener una cámara que representa a la población y una segunda cámara que representa a las regiones. La cámara regional, en la mayoría de los casos, tiene el mismo número de diputados de cada región e impide que las regiones populosas dominen el resto del país. Este sistema, introducido con la Dieta Suiza, fue mejorado y popularizado posteriormente por el Senado de los Estados Unidos en el Compromiso de Connecticut, un sistema adoptado por los parlamentos de muchos otros países.
- Sistema de 1955: En Japón, la mala distribución de los votos beneficia al Partido Liberal Democrático, que ha gobernado durante más de 60 años (con dos breves periodos en la oposición, que totalizaron 5 años). Esto ha sido objeto de múltiples casos ante el Tribunal Supremo japonés.[10][11][12]
- Población de las circunscripciones federales canadienses: en la Cámara de los Comunes de Canadá, en 2021, la circunscripción menos poblada contaba con 26.000 habitantes, mientras que la más poblada contaba con 209.000. Varias provincias están significativamente sobrerrepresentadas en relación con su población.[13]
- La Constitución de Australia garantiza a cada uno de los seis estados fundadores el mismo número de senadores en el Senado australiano, independientemente de su población. Sin embargo, esto no se aplicaría necesariamente a otros estados si fueran admitidos o creados. Tampoco exige senadores en el Territorio del Norte ni en el Territorio de la Capital Australiana, y el Parlamento solo ha considerado oportuno otorgar a estos territorios no estatales dos senadores por cada uno. Además de la desproporción general que estos requisitos generan entre los estados más poblados y los menos poblados, que llevó al ex primer ministro Paul Keating a describir el Senado como una "basura no representativa", también significa que el Territorio de la Capital Australiana tiene cuatro senadores menos que Tasmania, a pesar de que sus poblaciones son prácticamente iguales. Los dos senadores de cada territorio también se enfrentan a la reelección en cada elección, en lugar de cada dos, lo que priva a los territorios de la estabilidad que brinda una representación a largo plazo en el Senado.
  - La Constitución de Australia exige un mínimo de cinco miembros por estado original en la Cámara de Representantes australiana.  Esto tiene el efecto de crear una distribución desigual de los votos, donde Tasmania tiene una cantidad significativamente menor de votantes por escaño que el resto del país, lo que le otorga dos escaños adicionales de los que tendría sin este mínimo de 5 escaños.
  - Bjelkemander: distribución desigual de los votos en Queensland, durante las décadas de 1970 y 1980, diseñada para beneficiar al Partido del Campo, con sede en zonas rurales, que logró gobernar sin restricciones durante este período. El sistema recibió su nombre en referencia a Sir Joh Bjelke-Petersen, quien fue líder del Partido del Campo y primer ministro de Queensland durante 20 años durante este período. La administración de Bjelke-Petersen finalmente se vio envuelta en la corrupción y perdió las elecciones ante el Partido Laborista, que eliminó la distribución desigual de los votos.
  - Playmander: distribución desigual de los votos existió en Australia Meridional de 1938 a 1968. Fue diseñada para beneficiar a la Liga Liberal y Rural, con sede en zonas rurales, permitiéndoles gobernar con la mayoría de los escaños, incluso cuando el Partido Laborista, su oponente, ganaba el voto popular.  El sistema recibió su nombre en referencia a Sir Thomas Playford, quien fue líder del LCL y primer ministro de Australia Meridional durante 26 años durante este período. La distribución desigual de los votos fue prácticamente eliminada por el líder del LCL, Steele Hall, quien se sentía avergonzado por su falta de democracia.
  - El Consejo Legislativo de Australia Occidental (CLA) tenía una distribución desigual de los votos que claramente favorecía al Partido Nacional, un partido conservador rural, con el estado dividido en regiones electorales con diferencias significativas en el número de votantes. Tras una victoria aplastante del Partido Laborista en ambas cámaras en las elecciones estatales de Australia Occidental de 2021, abolieron el sistema de regiones electorales, sustituyéndolo por una circunscripción estatal única que elige a 37 miembros mediante voto preferencial opcional. Esto creó un sistema de un voto, un valor.[14]
- La Constitución de los Estados Unidos garantiza a cada estado dos miembros en el Senado, independientemente de su población. Por ejemplo, el estado de California tiene 70 veces la población del estado de Wyoming, pero cada uno tiene dos senadores, lo que hace que quienes viven en California estén muy subrepresentados. En el siglo XXI, este sistema beneficia a los estadounidenses blancos (que tienen más probabilidades de vivir en estados más pequeños) y al Partido Republicano (hay más estados republicanos pequeños que demócratas pequeños), quienes ejercen un poder político desproporcionado en relación con su número. Esto ha cobrado mayor impacto a medida que el bipartidismo se ha vuelto menos común, y los senadores votan cada vez más según las líneas de su partido.[15]
  - En el período anterior a la guerra civil, se admitieron nuevos estados siguiendo un patrón de un estado esclavista y uno libre cada uno, creando un equilibrio en el Senado a pesar de que la población total de los estados libres superaba con creces la de los estados esclavistas según el censo estadounidense de 1850.  La admisión de California como estado libre en virtud del Compromiso de 1850 rompió el patrón y la Decimotercera Enmienda a la Constitución de los Estados Unidos abolió la esclavitud en todos los estados en 1865, lo que hizo que la cuestión fuera discutible.
- Municipios podridos y de bolsillo en Inglaterra, Gran Bretaña o el Reino Unido antes de la Ley de Reforma de 1832, que tenían un electorado muy pequeño y podían ser utilizados por un mecenas para ganar influencia no representativa dentro de la Cámara de los Comunes no reformada.